# Majmun
Majmun (tur. maymun) naziv je za pojedine životinjske vrste iz reda sisavaca primata. Red primata možemo dijeliti na dvije grupe: u prvu grupu bi se mogli ubrajati svi polumajmuni (Prosimii), a u drugu pravi majmuni, čovjekoliki majmuni i ljudi (Anthropoidea). Pojam „majmun“ striktno bi obuhvaćao prave i čovjekolike majmune, ali nije pogrešno tim pojmom obuhvatiti i polumajmune, jer sam pojam ne označava monofiletsku grupu. Ako se promatra u širem smislu riječi, “majmun” bi bila oznaka za bilo koju vrstu primata, izuzev čovjeka i njegovih neposrednih predaka.
Simiiformes (lat. simia = majmun) ili viši primati i tarsieri pojavili su se unutar haplorrhina prije nekih 60 milijuna godina. Majmuni Novog svijeta i uskonosci pojavili su se unutar Simiiformes prije oko 35 milijuna godina. Majmuni Starog svijeta i čovjekoliki majmuni nastali su unutar Catarrhinih majmuna prije oko 25 milijuna godina. Primatolozi također smatraju majmunima izumrle bazalne Simiiformes, poput Aegyptopithecusa ili Parapithecusa (prije 35-32 milijuna godina), Eosimiidea i ponekad čak i grupu Catarrhini.
Lemuri, lorisi i galagiji nisu majmuni, već su Strepsirrhini primati. Poput majmuna, tarsieri su haplorrhini primati; međutim, oni također nisu majmuni.
Čovjekoliki majmuni pojavili su se unutar „majmuna” kao sestrinska porodica Cercopithecidae unutar Catarrhina, tako da su kladistički gledano i oni majmuni. Postojao je otpor, da se čovjekoliki majmuni (a time i ljudi) direktno označe kao majmuni. Do spoznaje da su čovjekoliki majmuni zapravo majmuni, došao je već u 18. stoljeću Georges-Louis Leclerc de Buffon.